# Hemigymnochaeta gracilis
Hemigymnochaeta gracilis är en tvåvingeart som först beskrevs av Seguy 1933.  Hemigymnochaeta gracilis ingår i släktet Hemigymnochaeta och familjen spyflugor. Inga underarter finns listade i Catalogue of Life.